# قصر كاثولو
قصر كاثولو (يعرف أيضا باسم قصر السحر الأسود و لا مانسون دي لوس كثولهو) هو فيلم رعب إسباني عام 1990 من إخراج خوان بيكير سيمون.

## حبكة الفلم
ينطلق هوك وبقية أفراد عصابته هاربين بعد قتل تاجر مخدرات في أحد ملاهي الكرنفال؛ وسرقوا الكوكايين المخدر الخاص به. وقامت عصابة هوك باختطاف ساحر مسرحي اسمه (شاندو) واختبئوا في قصره، واستغلوا وقتهم في علاج إصاباتهم والاختفاء عن أنظار الشرطة وشريك تاجر المخدرات الذي قاموا بقتله. قامت عصابة هوك بكسر خزانة الساحر لكن تفاجئوا وأصيبوا بخيبة أمل عندما لم يجدوا داخل الخزانة أي مبالغ مالية وإنما وجدوا داخلها كتابًا عن كاثولو. يقوم الساحر (شاندو) باستدعاء قوى الكتاب ثم يطلق الأرواح المظلمة في جميع أنحاء قصره .